# Google Surveys
Google Surveys (anciennement connu sous le nom de Google Consumer Surveys) est un ancien service développé par Google qui vise à simplifier les études de marché personnalisées. Lancé en 2012, Google annonce sa fermeture le 1er novembre 2022. Ce service est conçu par Google comme une alternative aux paywalls sur Internet pour les sites Web qui publient du contenu. Le programme est lancé par plusieurs éditeurs en ligne tels que Pandora, Adweek et le New York Daily News. Google Surveys fait partie de Google Marketing Platform (en).

## Histoire
Le produit est lancé le 29 mars 2012,.
Le 19 février 2015, Google annonce Consumer Surveys comme plateforme permettant aux éditeurs de monétiser leur contenu en ligne. Initialement, cette plateforme n'est disponible que pour les éditeurs des États-Unis, du Royaume-Uni et du Canada. Les paiements des éditeurs sont effectués via le système de paiement AdSense, mais la plateforme dispose de sa propre console de gestion et de reporting.
Le 19 octobre 2016, Google annonce qu'il renomme le service Google Surveys et qu'il le déplace vers la suite de produits Google Analytics.
Le 1er novembre 2022, Google annonce la fermeture du service.

## Réception
Google Surveys publie des sondages d'opinion des électeurs menant aux élections présidentielles américaines de 2012. Selon Nate Silver, statisticien du New York Times , les sondages électoraux de Google Surveys sont classés au deuxième rang en matière de fiabilité et d'absence de biais dans la prévision des résultats des élections.
Google Surveys est comparé à SurveyMonkey (qui offre également une interface de création de sondages) et est salué pour son faible coût par réponse, mais s'avère moins flexible dans la conception des sondages,.